# 崔在亨 (独立運動家)
崔 在亨（チェ・ジェヒョン、최재형、1860年8月15日 - 1920年4月7日）は、ロシアの沿海州で活躍した朝鮮人実業家。独立運動家。ロシア帝国軍人。ロシア語名は「ピョートル・セモノヴィッチЦой Пётр Семёнович」。別名は「崔在衡」・「崔都憲」。

## 人物
咸鏡北道慶源生まれ。生家は貧しかったが、9歳で両親とシベリアに移り、様々な事業を経て、ロシア軍を相手に軍需事業で財を成した。
学校建設や奨学金、軍資金提供を通じて、大日本帝国による韓国併合から逃れて沿海州に移った同胞や武装義兵を物心両面から支援する一方、独立運動団体「同義会」を組織した。大韓国民議会外交部長と大韓民国臨時政府の初代財務総長に任命された。安重根も崔家に寓居して射撃の腕を磨いた。1919年には義兵組織「独立団」を組織した。1920年3月の尼港事件の翌月、日本軍がウラジオストクに上陸し、報復として韓民学校や韓民会館、民家に放火し、手当たり次第に朝鮮人住民を虐殺すると、義兵を率いて市街戦を繰り広げ、射殺された。1962年、大韓民国建国勲章独立章を追叙された。

## フィクションでの扱い
2024年2月8日発売のNintendo Switch用ゲーム『MazM: ペチカ』は崔在亨を題材としている 。